# 迪士尼戲劇集團
迪士尼戲劇集團（Disney Theatrical Group）正式名稱為博偉戲劇集團有限公司（Buena Vista Theatrical Group Ltd.），是華特迪士尼公司的現場表演、舞台劇和音樂製作部門。該公司由托馬斯·舒馬赫（Thomas Schumacher）領導，並為華特迪斯尼公司的四大業務部門之一華特迪士尼影業集團的一部分。其下的主要子公司为迪士尼戏剧制作公司（Disney Theatrical Productions）。

## 外部連結
- 迪士尼戲劇集團 （页面存档备份，存于）